# Ruth Bleier

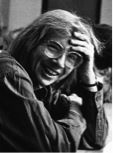
Ruth Bleier

Ruth Harriet Bleier (* 17. November 1923 in New Kensington, Pennsylvania, Vereinigte Staaten; † 1988 in den Vereinigten Staaten) war eine US-amerikanische Medizinerin, Aktivistin und Hochschullehrerin. Sie war Professorin für Neurophysiologie an der University of Wisconsin-Madison, wissenschaftliche Mitarbeiterin am Waisman Center on Mental Retardation und assoziierte Wissenschaftlerin am Wisconsin National Primate Research Center. Sie gehörte zu den ersten amerikanischen Wissenschaftlerinnen, die Geschlechtervorurteile in den modernen Biowissenschaften aus einer feministischen Perspektive untersuchten.

## Leben und Werk

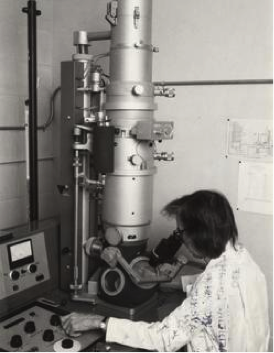
Ruth Bleier arbeitet am Elektronenmikroskop, 1980er Jahre

Bleier war die Tochter russischer Emigranten. Sie schloss 1945 ihr Bachelor-Studium am Goucher College ab. 1949 erwarb sie ihren MD-Abschluss am Woman's Medical College of Pennsylvania und absolvierte anschließend ein Praktikum am Sinai Hospital in Baltimore. Zusammen mit ihrem Ehemann, der Psychiater Leon Eisenberg, zog sie zwei Kinder groß und führte fast ein Jahrzehnt lang ihre eigene Allgemeinarztpraxis.
Während dieser Zeit leitete sie das Maryland Committee for Peace, eine Organisation, die sich für Bürgerrechte und ein Ende des Koreakriegs einsetzte. Als Vorsitzende setzte sie sich 1950 für eine Friedensabstimmung ein, die nukleare Abrüstung und ein Ende des Kalten Krieges forderte. Ihr Engagement erregte die Aufmerksamkeit von Senator Joseph McCarthy und dem Komitee für unamerikanische Umtriebe, einer Organisation, deren Aufgabe es war, kommunistische Bedrohungen für die Vereinigten Staaten zu identifizieren. Ihr Widerstand gegen McCarthy führte dazu, dass sie auf seine berüchtigte Schwarze Liste gesetzt wurde und ihre Zulassung als Ärztin verlor.
Bleier studierte daraufhin weiter und begann 1957 ein Studium der Neuroanatomie an der Johns Hopkins University School of Medicine bei Jerzy Rose. 1961 schloss sie ein Postdoktorat ab und gab ihre Praxis auf, um Dozentin für Psychiatrie und Physiologie am Adolph Meyer Laboratory of Neuroanatomy zu werden. 1967 wechselte sie an die Abteilung für Neurophysiologie der University of Wisconsin-Madison. Gleichzeitig war sie am Weisman Center of Mental Retardation and Human Development und am Wisconsin Regional Primate Center tätig. Am zur Universität gehörenden Wisconsin National Primate Research Center forschte sie zwanzig Jahre lang und entwickelte sich zu einer angesehenen Spezialistin für Gehirnanatomie, Verhaltensstudien und die Evolution von Tieren.

## Forschung
Bleier erforschte die Struktur und Funktion des Hypothalamus und wurde zu einer internationalen Autorität auf diesem Gebiet. Ihre Atlanten mit Strukturdetails von fünf Tierarten wurden für Forscher auf dem Gebiet des Tierverhaltens, der Neuroendokrinologie und der Neurophysiologie von grundlegender Bedeutung. 1961 präsentierte sie den zytoarchitektonischen Atlas der Katze und 1974 Atlanten über die Maus, 1979 über die Ratte, 1983 das Meerschweinchen und 1984 der Rhesusaffen sowie 1985 eine Studie über das Septum und den Hypothalamus der Ratte. In diesen Arbeiten stellte sie die strukturelle Organisation und die bekannten funktionellen Merkmale der verschiedenen Bereiche des Hypothalamus vor. Im Fall des Meerschweinchens beschrieb sie den sexuellen Dimorphismus in einigen Bereichen und die ungewöhnlich große Ausdehnung seines magnozellulären Systems.
Während ihrer akademischen Karriere entwickelte sich Bleier zu einer anerkannten Autorität auf dem Gebiet des tierischen Hypothalamus und veröffentlichte drei maßgebliche Werke zu diesem Thema. Indem sie ihre wissenschaftliche und akademische Arbeit mit ihrem Engagement für den Feminismus verband, erforschte und entlarvte sie weit verbreitete geschlechtsspezifische Vorurteile in der Struktur, den Prozessen und der Sprache der Wissenschaften. Sie widerlegte den Mythos, dass viele Unterschiede zwischen Frauen und Männern, wie etwa Unterschiede in Mathematik, Sprache oder kreativen Fähigkeiten, biologisch bedingt seien. Diese Unterschiede, so argumentierte sie, seien in Wirklichkeit das Ergebnis sozialer und politischer Einflüsse und nicht der Biologie. Ihr Buch Science and Gender: A Critique of Biology and Its Theories on Women und ihre Anthologie Feminist Approaches to Science bieten Einblicke in die kontroversen Fragen des biologischen Determinismus und der Ursprünge von Geschlechterunterschieden.

## Aktivismus
Während ihrer Zeit an der University of Wisconsin-Madison war Bleier Gründungsmitglied der Association of Faculty Women, die sich erfolgreich für gleiche Bezahlung weiblicher und männlicher Lehrkräfte einsetzte. Ihr berühmtes Shower-in in der Umkleidekabine der Männer führte zur Schaffung von Umkleidekabinen für Frauen im Camp Randall Sports Center, auch bekannt als The Shell. Sie war auch maßgeblich an der Gründung der Abteilung für Gender- und Frauenstudien beteiligt, deren Vorsitzende sie von 1982 bis 1986 war.
Ihre Ehe endete mit einer Scheidung. Nach dem Ende ihrer Ehe erklärte sie sich als lesbisch, sprach sich gegen die Tendenz zur Rassentrennung aus und kämpfte für Rechte innerhalb der Frauenbewegung. Sie beteiligte sich an der Gründung einer feministischen Buchhandlung  A Room of One's Own, gründete das Frauenrestaurants Lysistrata und organisierte eine Aktionsgemeinschaft zur Solidarität mit Lesben.
Gemeinsam mit ihrer Partnerin Elizabeth Karlin kämpfte sie für das Recht auf Abtreibung, bevor sie im Alter von 64 Jahren einem Krebsleiden erlag.
Die University of Wisconsin-Madison vergibt jährlich Ruth Bleier-Stipendien und die Abteilung für Medizingeschichte hat ihr zu Ehren einen Lehrstuhl gestiftet.

## Veröffentlichungen (Auswahl)
- Science and Gender: A Critique of Biology and Its Theories on Women. Pergamon Press, 1984, ISBN 978-0080309712.
- Feminist Approaches to Science.  Pergamon Press, 1986, ISBN 978-0080327877.
- The Hypothalmus of the Rhesus Monkey: A Cytoarchitectonic Atlas. University of Wisconsin Press, 1985, ISBN 978-0299098902.
- Hypothalamus of the Cat. Johns Hopkins University Press, 1961, ISBN 978-0801800757.